# العمل العظيم

العمل العظيم (بالاتينية: Magnum opus) بالإشارة إلى الإنجاز الأضخم، وربما الأفضل، الأعظم، الأكثر شعبية أو إدهاشاً، لأحد الفنانين.
في بعض الأحيان يستخدم مصطلح العمل العظيم في الإشارة فقط إلى «عمل عظيم»، أكثر من الإشارة إلى العمل العظيم لشخص ما.
في الاستعمال الدارج يمكن مشاهدة مصطلح «الأعمال العظيمة» (بالإنجليزية:magnum opuses)، وأن هنالك بعض من القواميس الإنجليزية الشهيرة مثل إكسفورد تعتبر أن مصطلح «الأعمال العظيمة» شائع بشكل كافي من أجل إدراجه في القاموس.
و برز استخدام مصطلح العمل العظيم للإشارة إلى التحف الفنية ذات الحجم الكبير.